# 草原溪红杉州立公园
草原溪红杉州立公园（Prairie Creek Redwoods State Park）是美國的一个州立公园，位于加利福尼亚州洪堡县尤里卡以北50英里（80公里）以及奥里克附近。 該公园是一個海岸紅杉保护区。
该公园由加州公园和娱乐部和美国国家公园管理局共同管理，是红杉国家公园和州立公园的一部分，也是加州海岸山脉人與生物圈計劃的一部分。